# Indeungsan
Indeungsan (koreanska: 인등산, Indŭng-san) är ett berg i Sydkorea.   Det ligger i provinsen Norra Chungcheong, i den centrala delen av landet, 110 km sydost om huvudstaden Seoul. Toppen på Indeungsan är 666 meter över havet, eller 430 meter över den omgivande terrängen. Bredden vid basen är 5,9 km.
Terrängen runt Indeungsan är huvudsakligen kuperad, men västerut är den platt. Runt Indeungsan är det ganska tätbefolkat, med 192 invånare per kvadratkilometer. Närmaste större samhälle är Chungju, 11,3 km sydväst om Indeungsan. I omgivningarna runt Indeungsan växer i huvudsak blandskog.